# Амлах
Амлах (нем. Amlach) — коммуна (нем. Gemeinde) в Австрии, в федеральной земле Тироль.
Входит в состав округа Лиенц.  Площадь коммуны составляет 22,47 км², население — 492 человека (1 января 2021), плотность населения — 22 чел./км². Официальный код  —  70 7 03.
С одной стороны села Амлах протекает горная речка Изелль, впадающая в Драву. С другой стороны расположены красивые отвесные горы. Более 100 лет Амлах является местом семейного отдыха немецких туристов, преимущественно из Баварии. До Первой Мировой войны в отеле "Амлах" останавливался сам Император (Кайзер) Вильгельм II, о чем даже сохранились записи в книге отзывов. После Второй Мировой войны здесь проживал писатель Петр Николаевич Краснов, выданный англичанами Советам. В мае 1945 года в селе было расположено также казачье юнкерское училище и кадетский корпус. После выдачи 1 июня в Лиенце оставшиеся лошади были забраны местными жителями. В настоящее время также существует конюшня и конно-спортивный клуб. На базе отеля функционирует туристический центр с проживанием в отеле и в палатках.

## Население
| Год  | Численность |
| ---- | ----------- |
| 1869 | 173         |
| 1889 | 163         |
| 1890 | 179         |
| 1900 | 152         |
| 1910 | 146         |
| 1923 | 180         |
| 1934 | 172         |
| 1939 | 200         |
| 1951 | 204         |
| 1961 | 200         |
| 1971 | 232         |
| 1981 | 236         |
| 1991 | 261         |
| 2001 | 324         |
| 2011 | 378         |
| 2021 | 492         |

## Политическая ситуация
Бургомистр коммуны — Франц Идль (местный блок) по результатам выборов 2004 года.
Совет представителей коммуны (нем. Gemeinderat) состоит из 11 мест.
- местный список: 7 мест.
- местный список: 4 места.